# Knatte, Fnatte och Tjatte

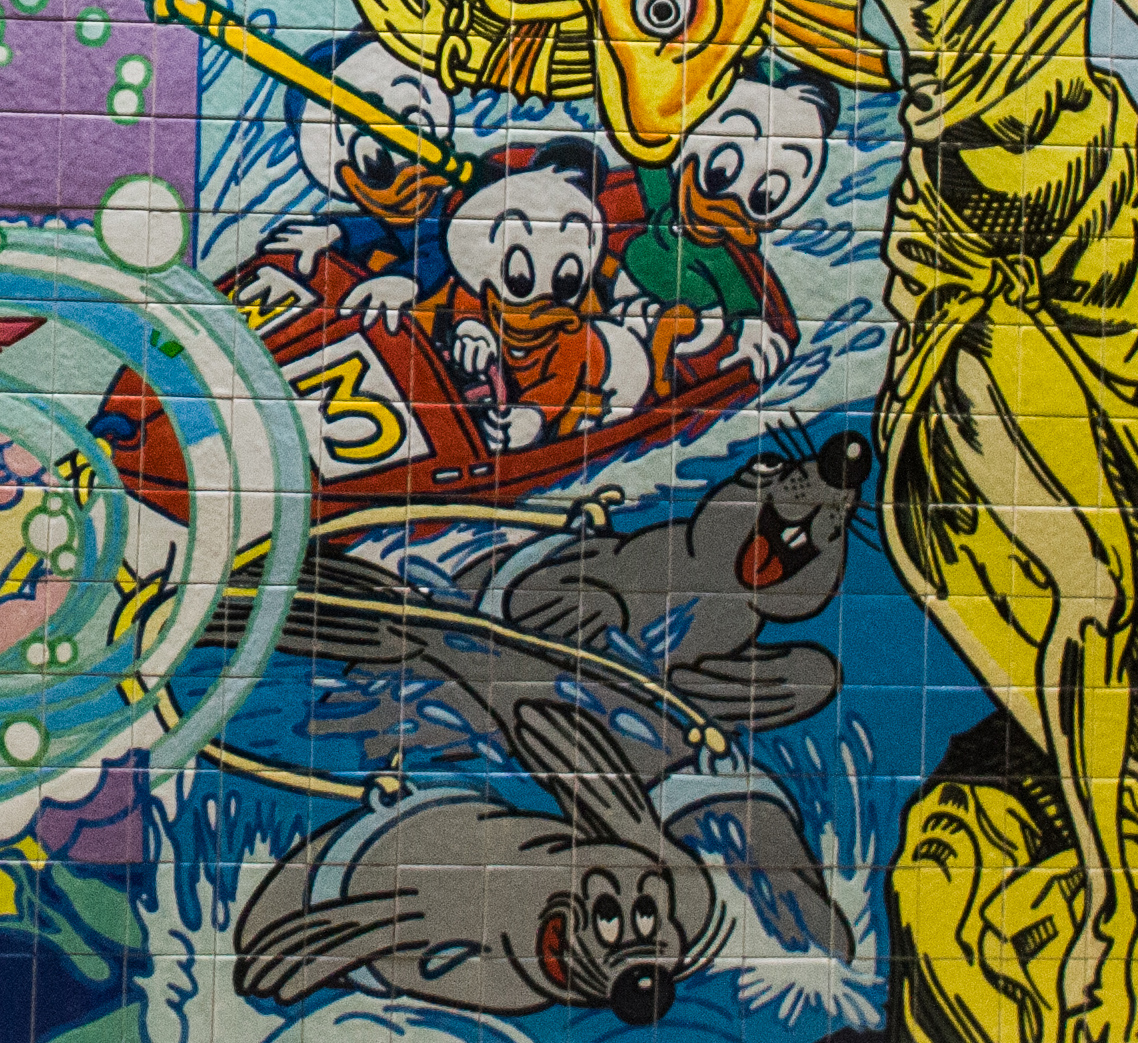
Knatte, Fnatte och Tjatte på en muralmålning.

Knatte, Fnatte och Tjatte (Huey, Dewey and Louie Duck, 1937) – Knattarna – är tre fiktiva gestalter i Kalle Ankas värld. De bor med Kalle Anka i Ankeborg, i egenskap av systersöner (i den svenska översättningen dock beskrivna som brorsöner) till honom.

## Historia
Knattarna heter på engelska Huey, Dewey and Louie. De skapades av Ted Osborne och Al Taliaferro och debuterade som dagspresserie den 17 oktober 1937. Deras första filmroll var i Kalle Anka som fosterfar den 15 april 1938. 
Knattarna är söner till Kalle Ankas syster Della Anka. I historien "Kalle Ankas brorsöner" hade hon namnet Dumbella. Det faktiska släktskapet framkom dock inte förrän senare, och då hade redan det engelska nephew översatts med brorsöner. 

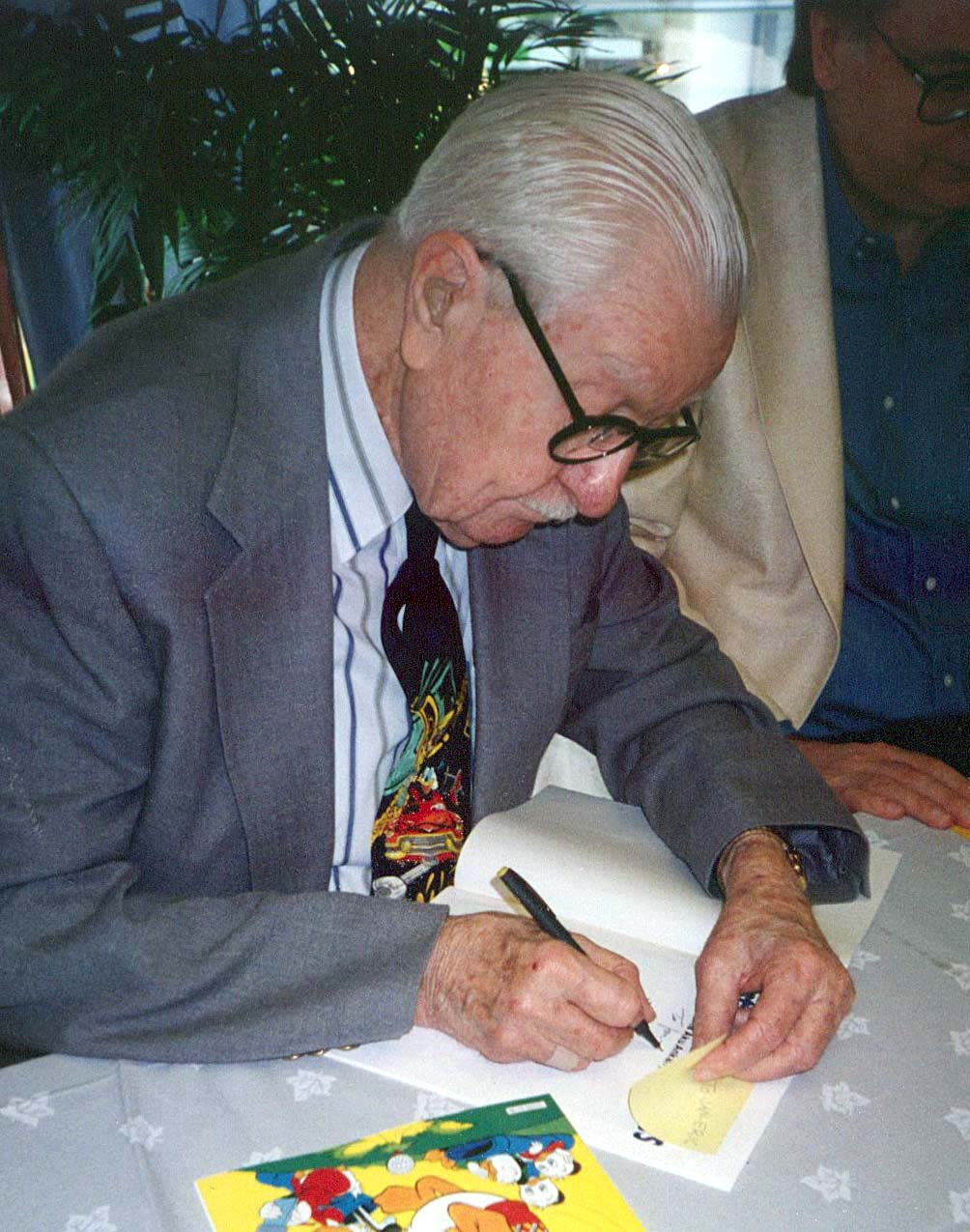
Carl Barks (foto: 1994), som använde knattarna flitigt i sina serieäventyr.

Knattarna framstår i de tidigare serierna och filmerna som busungar, och ibland får deras bus närmast sadistiska drag. I de senare serierna av Carl Barks, och den sentida TV-serien Duck Tales, är de betydligt mognare och följer med farbror Joakim på hans äventyr.

## Egenskaper
Knattarna bor med Kalle i ett hus i Ankeborg, på adressen Paradisäppelvägen 111. De är exakt likadana till utseendet, men har olika färg på mössorna. Enligt Disney har Knatte röd keps, Fnatte blå och Tjatte grön, men enligt Egmont har Knatte blå keps, Fnatte grön och Tjatte röd. Det händer dock att de byter kläder – ibland har till exempel en av dem gul mössa. Serieskapare Carl Barks berättade vid sitt besök i Stockholm 1994 att han själv inte hade en aning om färgen på Knattarnas mössor, eftersom han inte skötte färgläggningen. Han betraktade dem snarare som en och samma person. Även deras personligheter är i princip identiska, och de avslutar ofta varandras meningar.
Namnet på deras pappa är okänt men deras mamma heter Dumbella "Della" Anka enligt Don Rosas släktträd från början av 1990-talet. Enligt Ted Osbornes och Al Taliaferros serie från oktober 1937 är dock Della Kalles kusin (ändrat till syster i senare svenska publiceringar, står "cousin" i det amerikanska originalet), medan Knattarna är Kalles brorsöner (originalet: "nephews). Taliaferro antyder därmed att Della inte är Knattarnas mamma, eftersom ens kusin normalt inte är mamma till ens bror- eller systersöner. Enligt filmen "Kalle Anka som fosterfar" från 1938 är Knattarna Kalles brorsöner ("nephews") och Dumbella Duck Kalles syster ("sister"). Brevskrivaren (Della i serien, Dumbella i filmen) skickade iväg Knattarna till Kalle efter att en av dem smällt av en sprängladdning (enligt 1978 och 2004 års svenska publiceringar av serien, kallas "a giant firecracker" i det amerikanska originalet) under pappans stol. Trots att Kalle först (i Al Taliaferros serier) flera gånger försökte skicka hem dem har de sedan dess bott hos honom. Om han adopterat dem, och vart deras föräldrar tagit vägen, har aldrig diskuterats i serien.
Carl Barks förvandlade knattarna till mer skötsamma, kloka pojkar, främst genom att göra dem till medlemmar i Gröngölingskåren. I denna kår, som bär likheter med scouterna, är de 20-stjärniga generaler och de har även lärt sig många olika färdigheter. Dessutom har de ständigt sin Gröngölingshandbok i beredskap - en bok som innehåller beskrivningar över allt (utom de 9 första tempelherrarnas rangordning, vilken de kom på i Don Rosa-serien "Brev hemifrån"). 
Enligt Don Rosa skulle knattarna vara födda 1940, i enlighet med hans princip att låta sina Kalle Anka-serier utspelas i början av femtiotalet.

## Svenska röstskådespelare
I första säsongen av Ducktales framfördes Knattarnas svenska röster av Staffan Hallerstam, senare i andra säsongen av Monica Forsberg. I Quack Pack framfördes av följande: Knattes repliker lästes av Monica Forsberg, Fnatte av Mariam Wallentin och Tjattes röst av Mia Kihl.
När Ducktales senare fick en ny dubbversion på Disney+ var det Staffan Hallerstams son, Leo Hallerstam, som tog sig an uppdraget att ge röst åt Knattarna.

## På andra språk
- Arabiska : سوسو, لولو, توتو (Swsw, Lwlw, Twtw)
- Danska : Rip, Rap og Rup
- Engelska : Huey, Dewey and Louie
- Esperanto : Hui, Dui kaj Lui
- Estniska : Hups, Tups ja Lups
- Finska : Hupu, Tupu ja Lupu
- Franska : Riri, Fifi et Loulou (på franska bildas ord i barnspråk särskilt systematiskt genom dubblering av den första stavelsen)
- Grekiska : Χιούι, Ντιούι και Λιούι (Chjui, Djui ke Ljui)
- Indonesiska : Kwak, Kwik dan Kwek
- Isländska : Ripp, Rapp og Rupp
- Italienska : Qui, Quo e Qua
- Japanska : ヒューイ・デューイ・ルーイ (Hūi・Dūi・Rūi)
- Katalanska : Jaumet, Jordinet i Joanet[4]
- Litauiska : Bilis, Vilis ir Dilis
- Nederländska : Kwik, Kwek en Kwak
- Norska : Ole, Dole og Doffen
- Polska : Hyzio, Dyzio i Zyzio
- Portugisiska : Huguinho, Zezinho e Luizinho
- Ryska : Билли, Вилли и Дилли (Billi, Villi i Dilli)
- Serbiska : Raja, Gaja i Vlaja
- Slovakiska : Hui, Dui a Lui
- Spanska (Latinamerika) : Hugo, Paco y Luis
- Spanska (Spanien): Jaimito, Jorgito y Juanito
- Tjeckiska : Kulík, Bubík a Dulík
- Tyska : Tick, Trick und Track
- Ungerska : Tiki, Niki és Viki